# Kinașiv, Halîci
Kinașiv (în ucraineană Кінашів) este o comună în raionul Halîci, regiunea Ivano-Frankivsk, Ucraina, formată numai din satul de reședință.

## Demografie
Componența lingvistică a comunei Kinașiv
     Ucraineană (99,47%)
     Alte limbi (0,36%)
Conform recensământului din 2001, majoritatea populației comunei Kinașiv era vorbitoare de ucraineană (99,47%), existând în minoritate și vorbitori de alte limbi.